# Hymenula stictoidea
Hymenula stictoidea är en svampart som beskrevs av E. Bommer, M. Rousseau & Sacc. . Hymenula stictoidea ingår i släktet Hymenula, divisionen sporsäcksvampar och riket svampar.   Inga underarter finns listade i Catalogue of Life.